# Парламентские выборы в Польше (1952)
Парламентские выборы в Польше прошли 26 октября 1952 года и стали первыми выборами в Сейм Польской Народной Республики. Уверенную победу одержал коалиционный Национальный фронт с результатом в 99,80 % голосов.

## Обстановка перед выборами
К 1952 году коммунистический режим в Польше успел достаточно окрепнуть. Польская рабочая партия остатки ППС сформировали Польскую объединённую рабочую партию. Польская народная партия прекратила свое существование за три года до этого, её бывшие члены основали прокоммунистической Объединённую крестьянскую партию. Другие политические партии, принимавшие участие в прошлых выборах ушли в подполье. Это означало, что в стране не осталось реальной оппозиции, способной противостоять коммунистам.

## Ход выборов
Выборы 1952 года наравне с выборами 1947 считаются наиболее несвободными за всю польскую историю. Именно они задали тон всем последующим парламентским выборам в ПНР.
Избирателям предоставлялся единый список Национального фронта, в который входили ПОРП и подконтрольные ей Демократическая партия и Объединённая крестьянская партия. Избиратели могли проголосовать за список или же против него, но не выбрать конкретного кандидата. Полученные места распределялись по квотам между ПОРП и союзниками.

## Официальные результаты
|                                     |                                     |                                     |                                      |            |        |              |              |  |  |  |  |  |  |  |
| Коалиция                            | Коалиция                            | Партия                              | Партия                               |            |        |              |              |  |  |  |  |  |  |  |
| Коалиция                            | Коалиция                            | Партия                              | Партия                               | Голоса     | %      | Места        | +/-          |  |  |  |  |  |  |  |
|                                     | Национальный фронт                  |                                     | Польская объединённая рабочая партия | 15 491 170 | 99,80  | 273          | новая партия |  |  |  |  |  |  |  |
|                                     | Национальный фронт                  | Объединённая крестьянская партия    | 90                                   | 15 491 170 | 99,80  | новая партия |              |  |  |  |  |  |  |  |
|                                     | Национальный фронт                  | Демократическая партия              | 25                                   | 15 491 170 | 99,80  | ▼ 16         |              |  |  |  |  |  |  |  |
|                                     | Национальный фронт                  | Беспартийные                        | 37                                   | 15 491 170 | 99,80  | ▲ 34         |              |  |  |  |  |  |  |  |
| Незаполненных бюллетеней            | Незаполненных бюллетеней            | Незаполненных бюллетеней            | Незаполненных бюллетеней             | 31 321     | 0,20   |              |              |  |  |  |  |  |  |  |
| Действительных бюллетеней           | Действительных бюллетеней           | Действительных бюллетеней           | Действительных бюллетеней            | 15 491 170 | 99,97  |              |              |  |  |  |  |  |  |  |
| Недействительных бюллетеней         | Недействительных бюллетеней         | Недействительных бюллетеней         | Недействительных бюллетеней          | 4645       | 0,03   |              |              |  |  |  |  |  |  |  |
| Всего                               | Всего                               | Всего                               | Всего                                | 15 495 815 | 100,00 | 425          | ▼ 19         |  |  |  |  |  |  |  |
| Зарегистрированных избирателей/Явка | Зарегистрированных избирателей/Явка | Зарегистрированных избирателей/Явка | Зарегистрированных избирателей/Явка  | 16 305 891 | 95,03  |              |              |  |  |  |  |  |  |  |

Согласно официальным результатам 99,8 % избирателей проголосовали за список Национального фронта. Коммунисты получили полный контроль над Сеймом. В последующие годы спискам, в которых доминируют коммунисты, будет приписываться от 98 до 99 % голосов, данная практика продолжится до 1989 года.
Срок полномочий Сейма должен был истечь в конце 1956 года, но из за политических преобразований в Польше новые выборы были отложены на 1957 год.